# Spider-Man 2: Enter Electro
Spider-Man 2: Enter Electro — компьютерная игра, вышедшая на платформе PlayStation 1 18 октября 2001 года, основанная на персонаже MARVEL — Человеке-пауке. Она является прямым продолжением игры «Человек-паук 2000».

## Сюжет
Вскоре после вторжения симбиотов, в Нью-Йорке происходит серия разбойных нападений, возглавляемая Электро. Человек-Паук замечает одно из ограблений, происходящих в здании, принадлежащем "Биотех". Посадка Паук-Трассёр на мотоцикл главаря воров, Человек-Паук следует за ним в заброшенный склад. Человек-паук хватает отморозков и допрашивает одного из них, а затем атакует их главаря Шокера.
После победы над Шокером, Человек-Паук следует за советом, который возглавляет бандит по аэродрому. По пути, Человек-Паук вынужден устранить угрозу взрыва, взять пулеметное гнездо, и остановить беглый самолёт от сбоев. Чтобы связаться, он сбегает на вертолете. Человек-паук способен посадить ещё один маячок и отследить его до стрелки. После боев через толпы занятого ночного персонала и Песочного Человека, Человек-Паук, гонится, чтобы поймать убегающий поезд и знакомится с неким по имени Жук. Злодей в маске убегает с его чемоданом, но неосознанно оставляет Человеку-Пауку намёки: приглашение в науку и "мяч индустрии".
В другом месте, Электро объясняет свой план и план других злодеев. Он и его партнёры украли запчасти "Био-девайс", который может усилить биоэнергию для городского квартала, и Electro планирует его использовать, чтобы увеличить собственные полномочия. Устройство в настоящее время является неполным, и только его создатель Доктор Уоттс знает, как его закончить. Hammerhead и его головорезы направляются в "науку" и в "мяч индустрии" принять доктора в заложники.
Хотя Человек-Паук, прибыв на мяч, сумел победить Молота, Дрема тайно сбегает с доктором. Человек-паук решает позвать доктора Курта Коннорса по биотехнологии для ответов, но слышит звуки боя на линии. Человек-паук немедленно проникает к биотехнологиям и достигает лаборатории доктора Коннорса, где его альтер эго ящер испытывает неконтролируемую ярость. После того, Коннорс вернулся к человеческому состоянию, Человек-паук объясняет Коннорсу цель Электро стать Богом с Био-Nexus устройством. Коннорс поручает Человеку-Пауку пойти и проверить в лаборатории доктора Уоттса. После погони на крыше, Человек-Паук, в конечном итоге, прибывает в лабораторию и узнает об устройстве основного источника питания, чтобы затем быть пойманным в другой бой с Песочным Человеком. После победы над ним посредством потопления вниз через канализационную решетку с водой, Человек-Паук впоследствии видит статью в газете об источник питания —  сапфир по имени слеза Зевса, находящийся на выставке в музее. Электро также сообщается о камне, когда один из его головорезов приносит ту же новость.
В музее Человек-Паук догоняет Электро, который все ещё держит доктора, как заложника. Он предлагает отдать его, если Человек-Паук не воспрепятствует ему взять Зевса. Человек-паук нехотя подчиняется, и Электро бросает ему врача в то же время, как Человек-Паук бросает камень. Когда Человек-Паук пытается поймать драгоценность обратно в воздухе с помощью веб-шутера, Доктор Уоттс случайно сбивает его цель, и он не попадает, позволяя Электро поймать его. Био-девайс полный - Электро активирует его и улетает в электрифицированной вспышке молнии. Человек-паук следует за злодеем в массивный проводник в башню, где Электро придает себе силы и становится "Гипер-Электро" - существо из чистой электрической энергии. Чтобы напрямую атаковать Электро, Человек-Паук использует генераторы башни для перегрузки, чтобы уничтожить Био-Nexus устройство, заканчивая играть с Электро в "стеклоподъёмники добра".
На следующий день могучий Тор зачисляет в ежедневном Горне, что вы (в лице Человека-Паука) спасли Нью-Йорк от Электро, хотя Человек-Паук испытывает некое разочарование после этого. В тюрьме Электро сидит в своей келье, оплакивая свое поражение, в то время как Молот и Шокер играют в покер. В соседней камере всё ещё заперты доктор Октопус и остальные злодеи из предыдущей игры. Шокер делает попытки спросить, знают ли они, как играть в рыбку.

## Геймплей
Можно перемещаться с одного здания на другое, используя паутину. Помимо этого, паутину можно использовать во время схваток с противниками. Также главный герой умеет лазать по стенам.

## Персонажи
- Человек паук
- Электро
- Ящер
- Кувалда
- Жук
- Шокер
- Песочный человек
- Зверь
- Профессор Икс
- Шельма

## Отзывы и критика
| Сводный рейтинг    | Сводный рейтинг |
| Агрегатор          | Оценка          |
| ------------------ | --------------- |
| GameRankings       | 74,49 %         |
| Metacritic         | 74/100          |
| Иноязычные издания |                 |
| Издание            | Оценка          |
| Eurogamer          | 4/10            |
| GameRevolution     | B               |
| GameSpot           | 7,1/10          |
| IGN                | 5,5/10          |

Игра получила смешанные отзывы от пользователей.